# Zaporizzsjai terület
Zaporizzsjai terület (Запорізька область) – közigazgatási egység Ukrajna délkeleti részén, székhelye Zaporizzsja. Területe 27 180 km², népessége 1 877 200 fő (2005).
Északon a Dnyipropetrovszki, nyugaton Herszoni,  keleten a  Donecki területtel határos. Délen a partjait az Azovi-tenger mossa. 1939. január 10-én hozták létre. 2022-től nagy része megszálló orosz fennhatóság alatt áll.

## Földrajz
A Zaporizzsjai terület az Azovi-tenger északnyugati partvidékét, az Azovmelléki-hátságot és a Dnyeper-síkságnak a folyóig terjedő részét foglalja magába. Az egész terület a sztyepp övezetében helyezkedik el, túlnyomó része szántóföld. A területen az árkos erózió  súlyos gondokat jelent. Az éghajlat száraz, a vízfolyások legnagyobb része időszakos.

## Gazdaság
Zaporizzsja jelentős nehézipari központ, Melitopolban és Bergyanszkban gépgyárak működnek, a Kahivkai-víztározó délnyugati partján pedig vasércet bányásznak. Az egyéb üzemekben főként mezőgazdasági termékeket dolgoznak fel. A gyakori aszály ellenére fejlett a terület mezőgazdasága. Két fő terménye a búza és a kukorica, de számottevő a napraforgó, a burgonya, a sárgadinnye és a zöldségfélék termesztése is, sok a szőlő és a gyümölcs. A szarvasmarha tartás az északi részen, a juhtartás pedig az Azovi-tenger partvidékén jellemző.

## Történelem
A történelmi Zaporizzsja területén alakult ki a 15–16. században a kalandvágyó emberekből, szökött jobbágyokból a sajátos katonai demokráciában élő kozákság. Ennek a központja a megerősített tábor, a Szics volt. A kozák autonómia felszámolása során 1775-ben a Szicset az oroszok elpusztították.
Orosz-Ukrán háború
2022. február 24-én az Oroszország háborút indított Ukrajna ellen. Az orosz hadsereg február 26-án elfoglalta Melitopol és Bergyanszk városát, majd a megye területének körülbelül 70%-át. A megye központja, Zaporizzsja városa továbbra is az ukrán hadsereg irányítása alatt van. 
2022. szeptember 20-án a megye oroszok által kinevezett hatósága bejelentette, hogy népszavazást szeretnének tartani a megye Oroszországhoz való csatlakozásáról. Szeptember 23-27. között megtartották a referendumot, amelyet a nemzetközi közösség elítélt. 2022. szeptember 29-én Vlagyimir Putyin orosz elnök rendeletben független területként ismerte el a megyét, szeptember 30-án pedig annektálta. Habár Zaporizzsija városa és a megye területének 30%-a soha nem volt orosz megszállás alatt, a megye megszálló hatóságai kijelentették, hogy a megye teljes területe Oroszország területének számít.

## Külső hivatkozások
- A Zaporizzsjai Területi Állami Közigazgatási Hivatal honlapja (ukránul)